# Chajka Grossman
Chajka Grossman (hebrejsky חייקה גרוסמן‎, 20. listopadu 1919 – 26. května 1996) byla židovská odbojářka, izraelská politička a poslankyně Knesetu za strany Ma'arach a Mapam.

## Biografie
Narodila se v Białystoku v Polsku. Byla členkou mládežnické židovské organizace ha-Šomer ha-Ca'ir a zasedala v jejím mimořádném vedení v ilegalitě v letech 1939–1941. Během druhé světové války byla v židovském protinacistickém odboji, účastnila se na povstání v ghettu v Białystoku a působila jako partyzánka v okolních lesích. Po válce byla členkou ústředního výboru polského Židovstva. V roce 1948 přesídlila do Izraele. Stala se členkou kibucu Evron. Vystudovala střední školu v Polsku, Vilniuskou univerzitu a Telavivskou univerzitu.

## Politická dráha
V letech 1950–1951 byla starostkou Oblastní rady Ga'aton. Působila jako tajemnice pobočky strany Mapam v Haifě, předsedkyně Světového svazu Mapam a politická tajemnice strany.
V izraelském parlamentu zasedla poprvé po volbách v roce 1969, do nichž šla za stranu Ma'arach. Stala se členkou výboru pro vzdělávání a kulturu a předsedkyní výboru pro veřejné služby. Mandát obhájila ve volbách v roce 1973, opět za kandidátku Ma'arach. Byla členkou výboru pro zahraniční záležitosti a obranu a výboru státní kontroly. Znovu se stala předsedkyní výboru pro veřejné služby. Během volebního období se dočasně odtrhla od společného poslaneckého klubu Ma'arach, ale vrátila se do něj. Úspěšně kandidovala i ve volbách v roce 1977, po nichž obsadila post místopředsedkyně Knesetu. Dále byla členkou výboru pro vzdělávání a kulturu, výboru práce a sociálních věcí, výboru pro imigraci a absorpci a výboru státní kontroly. Mezi lety 1981–1984 byla mimo parlamentní politiku.
Opětovně byla za Ma'arach zvolena ve volbách v roce 1984. Znovu zaujala post místopředsedkyně Knesetu. Nastoupila také jako členka do parlamentního výboru pro ekonomické záležitosti, výboru práce a sociálních věcí, výboru pro televizi a rozhlas a výboru House Committee. V průběhu volebního období se odtrhla od poslaneckého klubu Ma'arach a přestoupila do samostatné frakce Mapam.
V roce 1993 byla pozvána na oficiální slavnost Dne nezávislosti. Na recepci, která následovala po ceremoniálu, uklouzla na schodech a upadla do kómatu, ze kterého se již neprobudila.